# Dancing Galaxy
 (octobre 2012).
Si vous disposez d'ouvrages ou d'articles de référence ou si vous connaissez des sites web de qualité traitant du thème abordé ici, merci de compléter l'article en donnant les références utiles à sa vérifiabilité et en les liant à la section « Notes et références ».
Albums de Astral Projection
Trust in Trance
(1996) Another World
(1999)
Dancing Galaxy est un album d’Astral Projection sorti en 1997.

## Liste des pistes
| No | Titre                             | Durée |
| -- | --------------------------------- | ----- |
| 1. | Dancing Galaxy                    | 9:18  |
| 2. | Soundform                         | 8:12  |
| 3. | Flying Into A Star                | 9:44  |
| 4. | No One Ever Dreams                | 8:25  |
| 5. | Cosmic Ascension                  | 10:18 |
| 6. | Life On Mars                      | 9:09  |
| 7. | Liquid Sun                        | 11:06 |
| 8. | Ambient Galaxy (Disco Valley Mix) | 13:44 |